# Йоганн-Егберт Госслер
Йоганн-Егберт Госслер (нім. Johann-Egbert Gossler; 16 листопада 1914, Гамбург — 21 листопада 1943, Атлантичний океан) — німецький офіцер-підводник, капітан-лейтенант крігсмаріне.

## Біографія
5 квітня 1935 року вступив на флот. З лютого 1940 року — вахтовий і дивізійний офіцер на важкому крейсері «Принц Ойген». В липні-жовтні 1941 року пройшов курс підводника. З листопада 1941 року — 1-й вахтовий офіцер на підводному човні U-125. В липні-жовтні 1942 року пройшов курс командира човна. З 10 лютого 1943 року — командир U-538. 24 жовтня вийшов у свій перший і останній похід. 21 листопада U-538 був потоплений в Північній Атлантиці південно-західніше мису Фіністерре (45°40′ пн. ш. 19°35′ зх. д.) глибинними бомбами британського фрегата «Фоулі» і шлюпа «Крейн». Всі 55 членів екіпажу загинули.

## Звання
- Кандидат в офіцери (5 квітня 1935)
- Морський кадет (25 вересня 1935)
- Фенріх-цур-зее (1 липня 1936)
- Оберфенріх-цур-зее (1 січня 1938)
- Лейтенант-цур-зее (1 квітня 1938)
- Оберлейтенант-цур-зее (1 жовтня 1939)
- Капітан-лейтенант (1 вересня 1942)

## Нагороди
- Медаль «За вислугу років у Вермахті» 4-го класу (4 роки)